# Mariusz Kujawski
Mariusz Kujawski né le 17 novembre 1986, est un kayakiste polonais pratiquant la course en ligne.

## Palmarès

### Championnats du monde de canoë-kayak course en ligne
- 2007 à Duisbourg,  Allemagne
  -  Médaille d'argent en K-2 1000 m